# Johannes Antonius Marie van Buuren

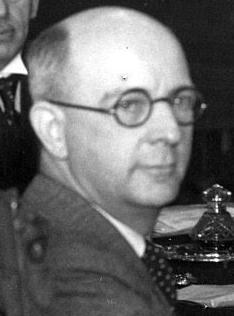
Mr.dr. J.A.M. van Buuren

Johannes Antonius Marie van Buuren (Schiedam, 8 augustus 1884 - 's-Gravenhage, 26 april 1970), was een Nederlands politicus en minister.
Van Buuren was een topambtenaar in Nederlands-Indië, die als partijloze ingenieur minister van Waterstaat werd in het kabinet-Colijn IV. Hij gold als een van de zwakste schakels in dat kabinet en werd in het vijfde kabinet-Colijn, dat grotendeels uit technocraten bestond, niet gehandhaafd. Hij bracht wel de Elektriciteitswet tot stand.